# Boguszewscy herbu Juńczyk
Boguszewscy herbu Juńczyk, znani również jako Bohuszewscy – polski ród szlachecki.

## Życiorys
Ród Boguszewskich/Bohuszewskich był posiadaczem herbu Juńczyk w obydwu jego odmianach zarówno Junczyk jak i Juńczyk II.
Po rozbiorach Polski, ród Boguszewskich/Bohuszewskich potwierdził swoje szlacheckie pochodzenie w Królestwie Galicji i Lodomerii.

## Znani członkowie rodu
- Jerzy Michał Boguszewski – skarbnik bełski od 1691 roku, miecznik smoleński przed 1691 rokiem.
- Józef Antoni Boguszewski – pisarz czernihowski w latach 1735–1775, pisarz nowogrodzkosiewierski w latach 1730–1735.